# Nuoto ai Giochi della XXVII Olimpiade - 1500 metri stile libero maschili
Si sono svolte 6 batterie di qualificazione. I primi 8 atleti si sono qualificati direttamente per la finale.

## Batterie
22 settembre 2000

### 1ª batteria
| Posizione | Atleta          | Paese         | Tempo    |
| --------- | --------------- | ------------- | -------- |
| 1         | Vlastimil Burda | Rep. Ceca     | 15:33.25 |
| 2         | Yun-Lun Li      | Taipei cinese | 16:13.05 |
| -         | Ivan Ivanov     | Kirghizistan  | SQ       |

### 2ª batteria
| Posizione | Atleta                   | Paese         | Tempo    |
| --------- | ------------------------ | ------------- | -------- |
| 1         | Juan Carlos Piccio       | Filippine     | 15:51.57 |
| 2         | Agustin Ignacio Fiorilli | Argentina     | 15:51.69 |
| 3         | Dieung Manggang          | Malaysia      | 16:02.11 |
| 4         | Jonathan Duncan          | Nuova Zelanda | 16:03.41 |
| 5         | Steven Chandra           | Indonesia     | 16:10.98 |
| 6         | Diego Mularoni           | San Marino    | 16:12.91 |

### 3ª batteria
| Posizione | Atleta               | Paese         | Tempo    |
| --------- | -------------------- | ------------- | -------- |
| 1         | Ricardo Monasterio   | Venezuela     | 15:17.00 |
| 2         | Dmitry Koptur        | Bielorussia   | 15:29.62 |
| 3         | Spyridōn Gianniōtīs  | Grecia        | 15:29.69 |
| 4         | Torwai Sethsothorn   | Thailandia    | 15:39.60 |
| 5         | Petar Stoychevn      | Bulgaria      | 15:42.76 |
| 6         | Jorge Carral Armella | Messico       | 15:43.03 |
| 7         | Jin Hao              | Cina          | 15:48.49 |
| 8         | Cho Sung-Mo          | Corea del Sud | 15:50.45 |

### 4ª batteria
| Posizione | Atleta            | Paese     | Tempo    |
| --------- | ----------------- | --------- | -------- |
| 1         | Kieren Perkins    | Australia | 14:58.34 |
| 2         | Alexei Filipets   | Russia    | 15:10.94 |
| 3         | Igor Chervynskiy  | Ucraina   | 15:12.30 |
| 4         | Frederik Hviid    | Spagna    | 15:14.37 |
| 5         | Luiz Lima         | Brasile   | 15:23.15 |
| 6         | Alexei Kovriguine | Russia    | 15:30.69 |
| 7         | Andrew Hurd       | Canada    | 15:30.98 |
| 8         | Tim Peterson      | Canada    | 15:34.94 |

### 5ª batteria
| Posizione | Atleta         | Paese       | Tempo    |
| --------- | -------------- | ----------- | -------- |
| 1         | Erik Vendt     | Stati Uniti | 15:05.11 |
| 2         | Chris Thompson | Stati Uniti | 15:11.21 |
| 3         | Heiko Hell     | Germania    | 15:11.91 |
| 4         | Masato Hirano  | Giappone    | 15:14.43 |
| 5         | Igor Snitko    | Ucraina     | 15:14.67 |
| 6         | Teo Edo        | Spagna      | 15:32.01 |
| 7         | Hannes Kalteis | Austria     | 15:32.90 |
| 8         | Adam Faulkner  | Regno Unito | 15:39.86 |

### 6ª batteria
| Posizione | Atleta             | Paese       | Tempo    |
| --------- | ------------------ | ----------- | -------- |
| 1         | Grant Hackett      | Australia   | 15:07.50 |
| 2         | Ryk Neethling      | Sudafrica   | 15:09.12 |
| 3         | Dragoș Coman       | Romania     | 15:12.64 |
| 4         | Christian Minotti  | Italia      | 15:12.72 |
| 5         | Nicolas Rostoucher | Francia     | 15:13.26 |
| 6         | Yota Arase         | Giappone    | 15:18.20 |
| 7         | Paul Palmer        | Regno Unito | 15:21.09 |
| 8         | Emiliano Brembilla | Italia      | 15:27.95 |

## Finale
23 settembre 2000
| Posizione | Atleta           | Paese       | Tempo    |
| --------- | ---------------- | ----------- | -------- |
|           | Grant Hackett    | Australia   | 14:48.33 |
|           | Kieren Perkins   | Australia   | 14:53.59 |
|           | Chris Thompson   | Stati Uniti | 14:56.81 |
| 4         | Alexei Filipets  | Russia      | 14:56.88 |
| 4         | Ryk Neethling    | Sudafrica   | 15:00.48 |
| 6         | Erik Vendt       | Stati Uniti | 15:08.61 |
| 6         | Igor Chervynskyi | Ucraina     | 15:08.80 |
| 8         | Heiko Hell       | Germania    | 15:19.87 |